# Jararaca-tapete
Bothrops pirajai, popularmente conhecida como jararaca-tapete ou tapete, é uma espécie de serpente da família Viperidae. Endêmica do Brasil, pode ser encontrada no centro e sul da Bahia em matas densas no sul do estado, região nordeste do país, entre a região cacaueira de Itabuna e Ilhéus até o sul do Recôncavo Baiano e, possivelmente, no norte de Minas Gerais.
Estão incluídas como ameaçadas tanto pelo ICMBio, quanto pela Lista Vermelha de espécies ameaçadas da IUCN..

## População
Em decorrência de perturbações em seu habitat, a espécie parece ser rara, de acordo com duas localidades amostradas por Freitas (2008), uma no município de Elísio Medrado e outra entre os municípios de Amargosa, Ubaíra e Brejões.
Devido às alterações no ambiente natural, supõe-se que sua população esteja severamente fragmentada.

## Distribuição geográfica
Todos os espécimes de B. pirajai foram encontrados no bioma da Mata Atlântica, mais especificamente a Floresta Ombrófila, entre 12050 e 14050, em altitudes que variam de 88 a 835 m.
O maior indivíduo registrado de B. pirajai era uma fêmea de 1130 mm de comprimento. O maior macho registrado de B. pirajai mediu 820 mm.

## Alimentação
Geralmente, a base da alimentação destes animais são os pequenos roedores, sobretudo ratos, contudo a sua dieta pode incluir também outros répteis e anfíbios, como lagartos e sapos.

## Veneno
Seu veneno é rico em proteínas, como fosfolipases A2, desintegrinas, metaloproteases, serina proteases, L-aminoácidos oxidases e outras. Provocam efeitos locais em humanos e animais, como hemorragia, edema, dor e necrose, caracterizando uma resposta inflamatória, cujo mecanismo não está bem definido. Esses efeitos estão relacionados com a ação combinada de proteases, substâncias que induzem hemorragia e fosfolipases, bem como a liberação de mediadores endógenos gerados pelos venenos.